# إدواردو إيتورالدي غونزاليس
إدواردو إيتورالدي غونزاليس (بالإسبانية: Eduardo Iturralde González)‏ (مواليد 20 فبراير 1967 في أرانكوديغا) حكم كرة قدم إسباني سابق. بدأ مسيرته التحكيمية في دوري الدرجة الأولى سنة 1995 . قرر الاتحاد الدولي لكرة القدم اعتماده حكما دوليا في سنة 1998. أعلن اعتزاله التحكيم في مارس 2012 بسبب خلافات مع اللجنة الفنية الإسبانية، وكانت آخر مباراة له هي مباراة ريال مدريد ضد نادي ريال بيتيس يوم 10 مارس 2012 في ملعب بينيتو فيامارين الخاص بنادي بيتيس والتي انتهت المباراة بفوز نادي ريال مدريد 3-2، كان في مباراته الأخيرة قد تعرض لإصابة واُستُبدل بالحكم الرابع خلال الشوط الأول.